# Abdellatif Missaoui
Abdellatif Missaoui (arabe : عبد اللطيف الميساوي), né le 1er novembre 1964 à Thala, est un magistrat et haut fonctionnaire tunisien.

## Biographie
Magistrat de troisième degré, il a occupé de nombreux postes dont celui de président des tribunaux immobiliers de Kébili, Gabès, Mahdia et Médenine, puis de président d’une chambre auprès du tribunal du Kef.
Il est aussi enseignant auprès de l'Institut supérieur des études juridiques de Gabès et membre fondateur du Centre de Tunisie du droit foncier de l'urbanisme.
Le 28 février 2014, il est nommé gouverneur de Ben Arous, et conserve ce poste jusqu'au 20 avril 2019, ayant achevé sa période légale de détachement en application des dispositions de l'article 40 de la loi no 1967-29 relative au règlement de la magistrature, du Conseil supérieur de la magistrature et du statut des magistrats ; il réintègre alors la magistrature. Le 16 janvier 2021, son nom est cité comme potentiel ministre des Domaines de l'État et des Affaires foncières dans le cadre d'un remaniement ministériel.